# Bernhard von der Planitz (Politiker)

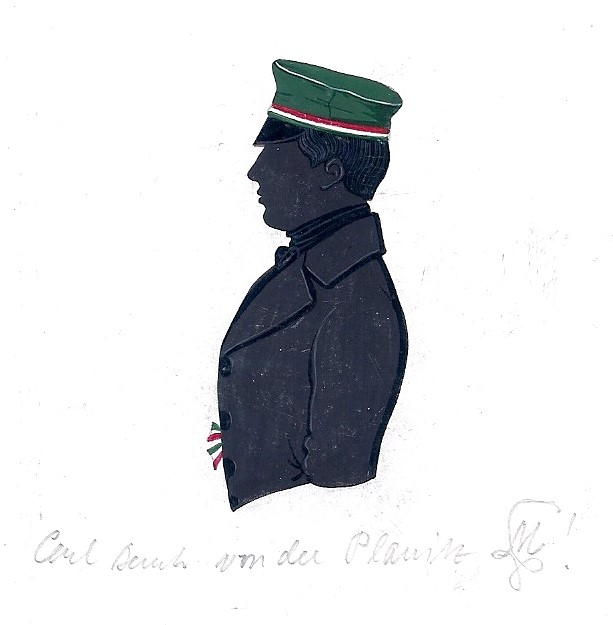
Bernhard von der Planitz

Bernhard Edler von der Planitz (* 7. Januar 1828 in Naundorf (Sachsen); † 23. November 1907 ebenda) war ein deutscher Politiker im Königreich Sachsen.

## Leben
Planitz war ein Sohn von Ferdinand Edlem von der Planitz (1796–1854) und der Eleonore Wilhelmine geb. von Bodenhausen (1801–1888). Von 1842 bis 1847 besuchte er die Fürstenschule St. Afra. Am 23. Juni 1846 verletzte er in einem verbotenen Duell in den Wäldern von Dresden Erwin von Quandt, Sohn des Kunsthistorikers Johann Gottlob von Quandt, der ihn öffentlich beleidigt hatte. Von der Planitz trat deswegen am 27. Mai 1847 nach einer gerichtlichen Untersuchung eine Festungshaft von eineinhalb Jahren an, ebenso wie Quandt, der als rückfälliger Agitator für schuldig befunden wurde.
Er studierte an der Universität Leipzig und wurde 1848 im Corps Misnia Leipzig aktiv. Er war Kammerherr und Besitzer des Rittergutes Naundorf. Durch königliche Ernennung rückte er am 4. November 1867 als Nachfolger für Ludwig Freiherrn von Beschwitz als Abgeordneter in die I. Kammer des Sächsischen Landtags nach. Ihr gehörte er über 30 Jahre, bis zum Ende des Landtags 1899/1900 an. Im September 1869 heiratete er Gräfin Karoline von Kameke (1852–1928), mit der er drei Söhne hatte. Er war Domherr zu Meißen.